# Halteproza
Halteproza is een Nederlandse stichting die aanvankelijk als doel had de aandacht van reizigers in het openbaar vervoer op literatuur te vestigen d.m.v. affiches en flyers in bushokjes.Tegenwoordig is Halteproza een digitale halte op het internet.

## Ontwikkeling
Halteproza is in september 1994 opgericht op initiatief van literatuurkenner Jos van Heck. De naam Halteproza verwijst naar de combinatie van bushaltes en literatuur. Vanaf 1995 zijn er onder meer in Schiphol, Aalsmeer, Utrecht, Eindhoven en Haarlem en omgeving literaire affiches en flyers van Halteproza te zien geweest. Daarbij zijn fragmenten gebruikt uit werk van onder andere Kader Abdolah, Gijs Wanders, Paul van Ostaijen, Milan Kundera en A.F.Th. van der Heijden. Halteproza is inmiddels gemigreerd naar het internet.